# Kontorhausviertel
Kontorhausviertel je název části Hamburku v jihovýchodní části centra města. Pojmenování dostala podle řady velkých administrativních budov, v němčině Kontorhäuser. Kontorhausviertel je vymezen ulicemi Steinstraße, Meßberg, Klosterwall a Brandstwiete.
Kontorhaus je německý výraz pro čistě kancelářskou budovu obchodních společností (zabývajících se především zámořským obchodem). Vznikaly mezi roky 1886 a 1938 v severoněmeckých přístavních městech, především právě v Hamburku. Vznik tohoto druhu budov byl podpořen v Hamburku souběžnou výstavbou Speicherstadtu (Skladištního města) v blízkosti centra města, který poskytoval velké plochy skladovacích prostor. Pro tyto budovy je typická skeletová nosná konstrukce z železobetonu či oceli, která umožňovala variabilitu dělení vnitřních prostor. Vnější fasáda sestává z neomítaného zdiva z černých cihel a bohatého prosklení ve stylu expresionismu. Budovy jsou většinou pěti až sedmi-patrové a mají vnitřní nádvoří. Novátorským řešením v době vzniku těchto budov bylo použití ústředního topení, vnitrobudovního poštovního systému, výtahů Páternoster či centralizované hygienické zázemí.
Nejvýraznějšími budovami Kontorhausviertel jsou Chilehaus, Sprinkenhof, Messberghof, Miramarhaus, Montanhof, Hubertushaus, Helmut-Schmidt-Haus a další. Kontorhausviertel společně se Speicherstadtem byl v roce 2015 zapsán na seznam světového kulturního dědictví UNESCO.

## Fotogalerie

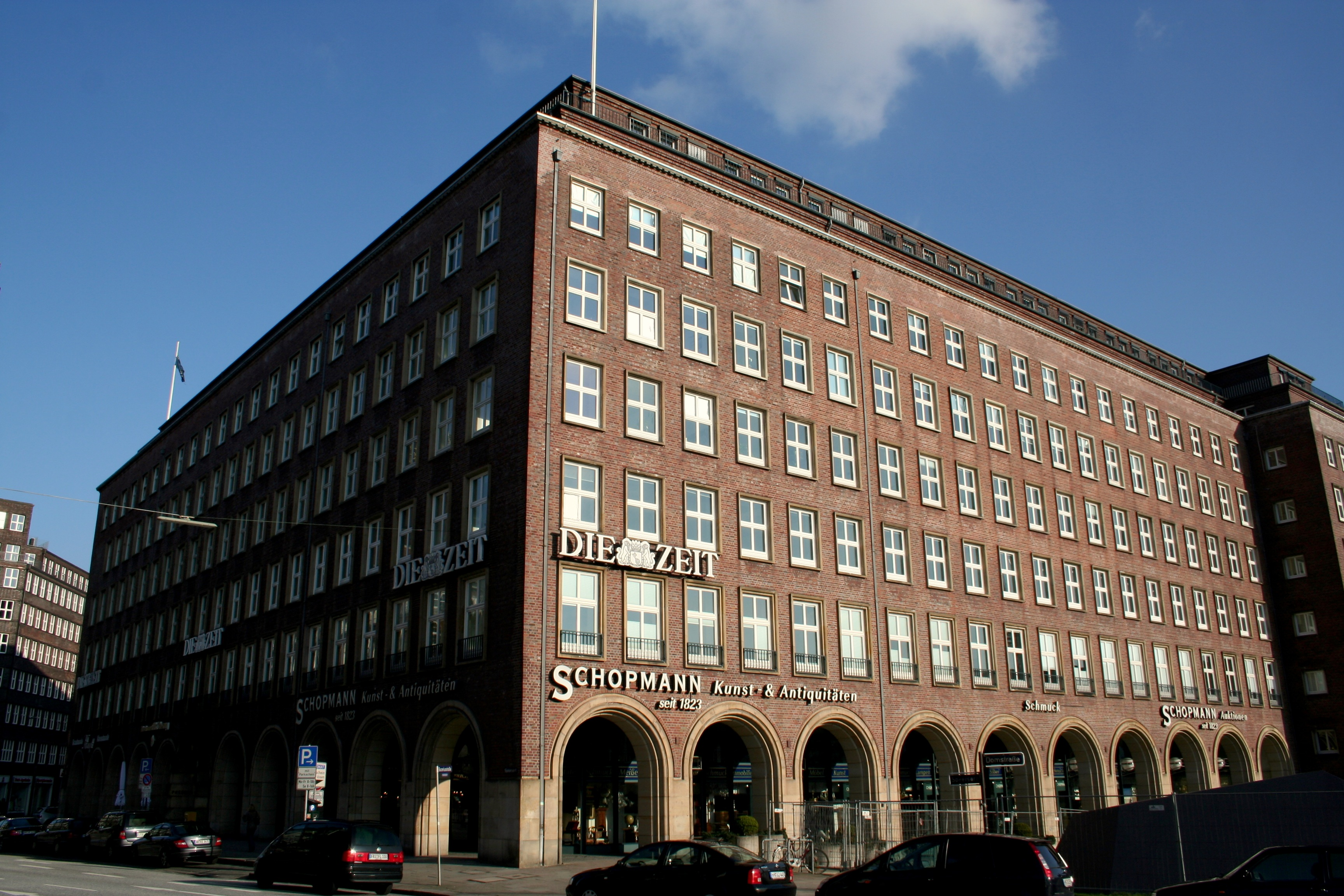
Helmut-Schmidt-Haus
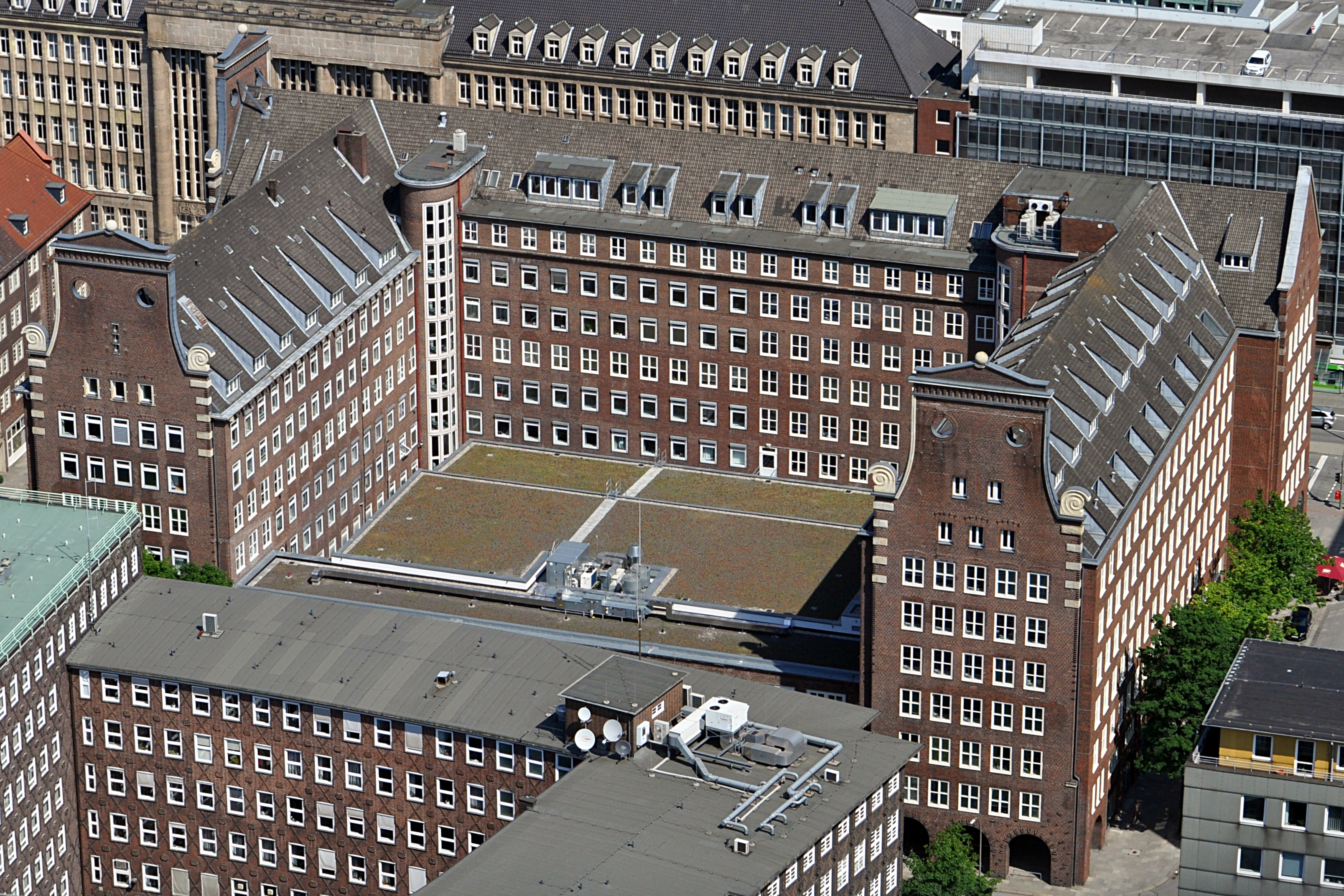
Bartholomayhaus
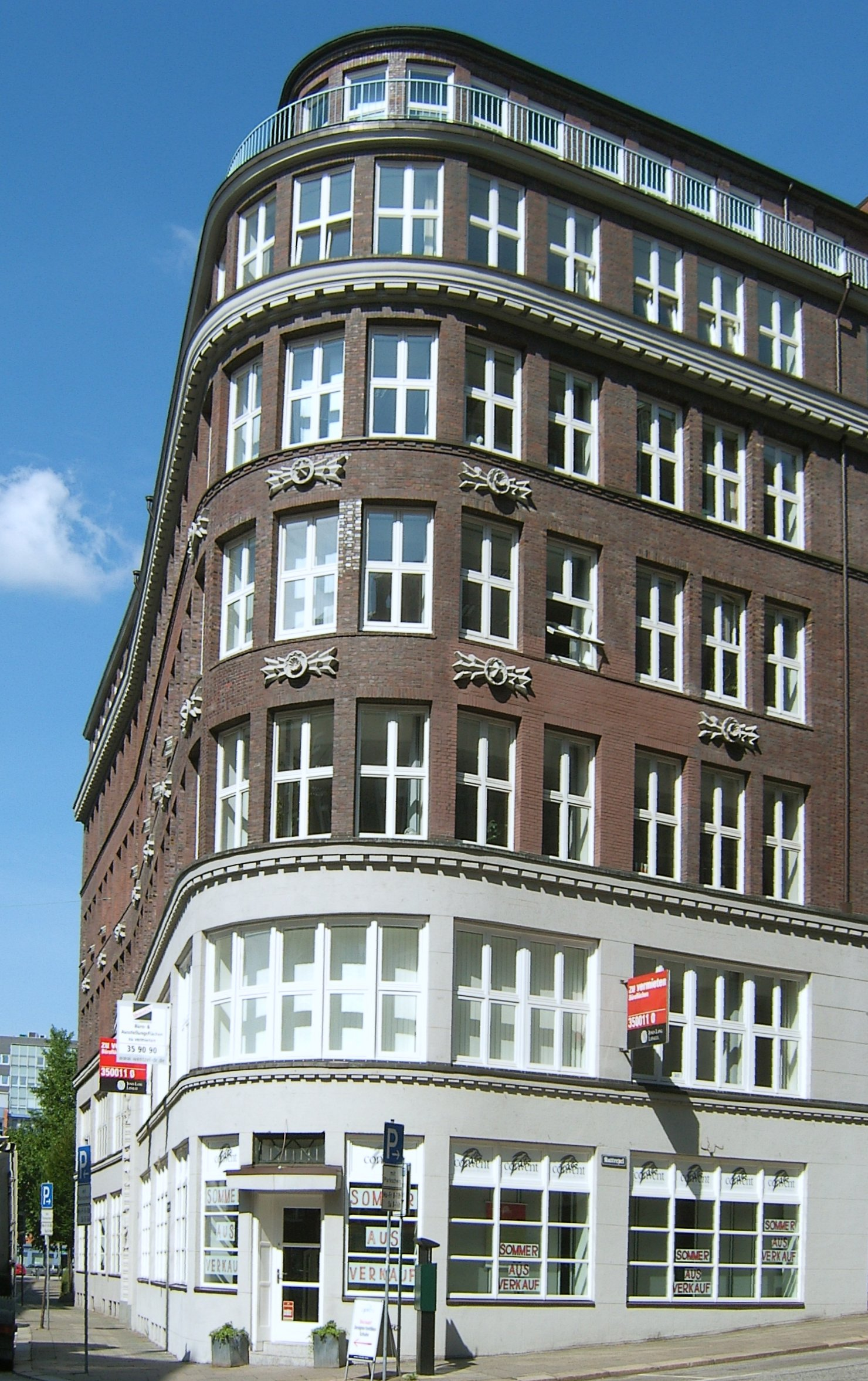
Miramarhaus
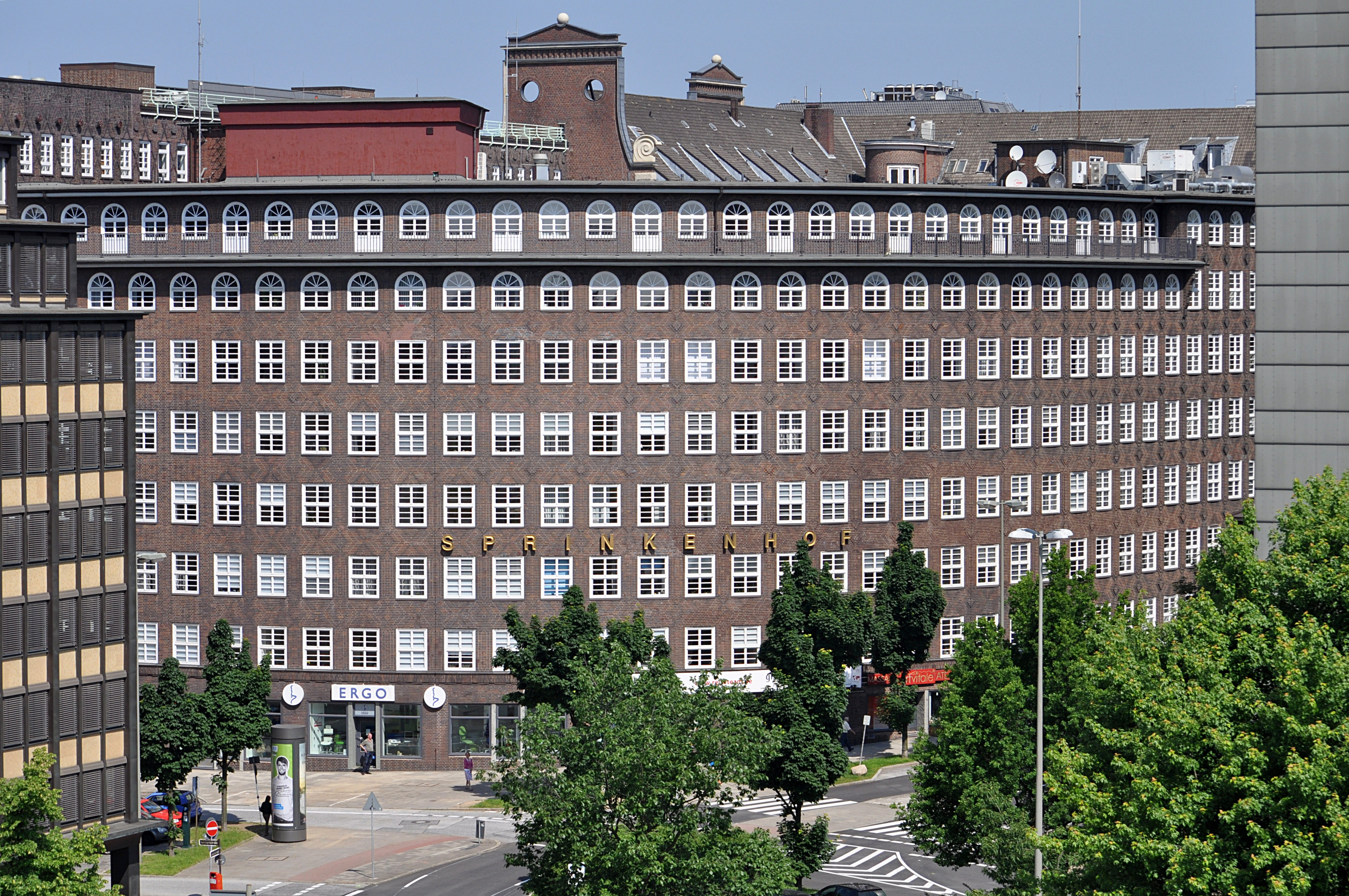
Sprinkenhof
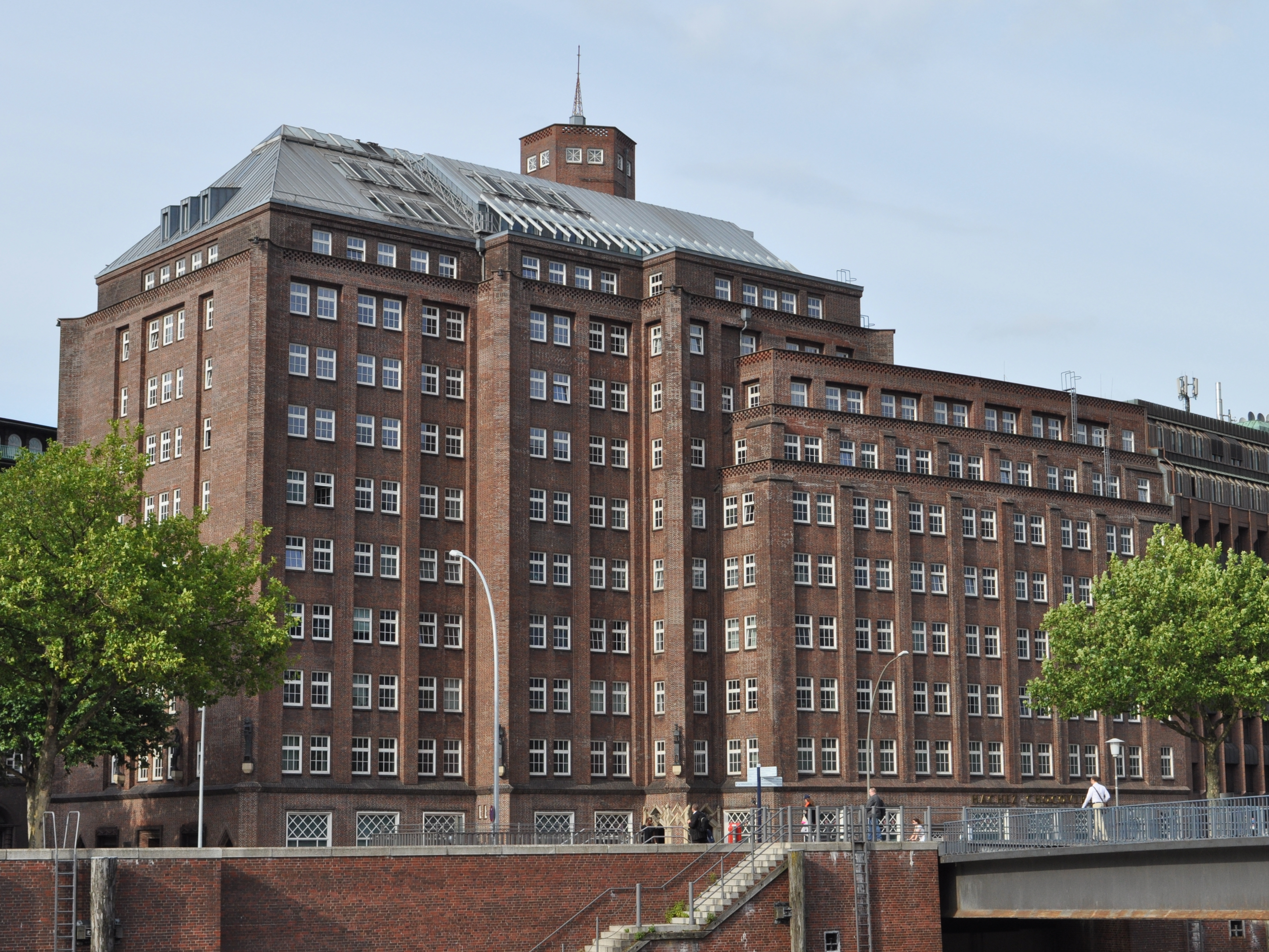
Messberghof
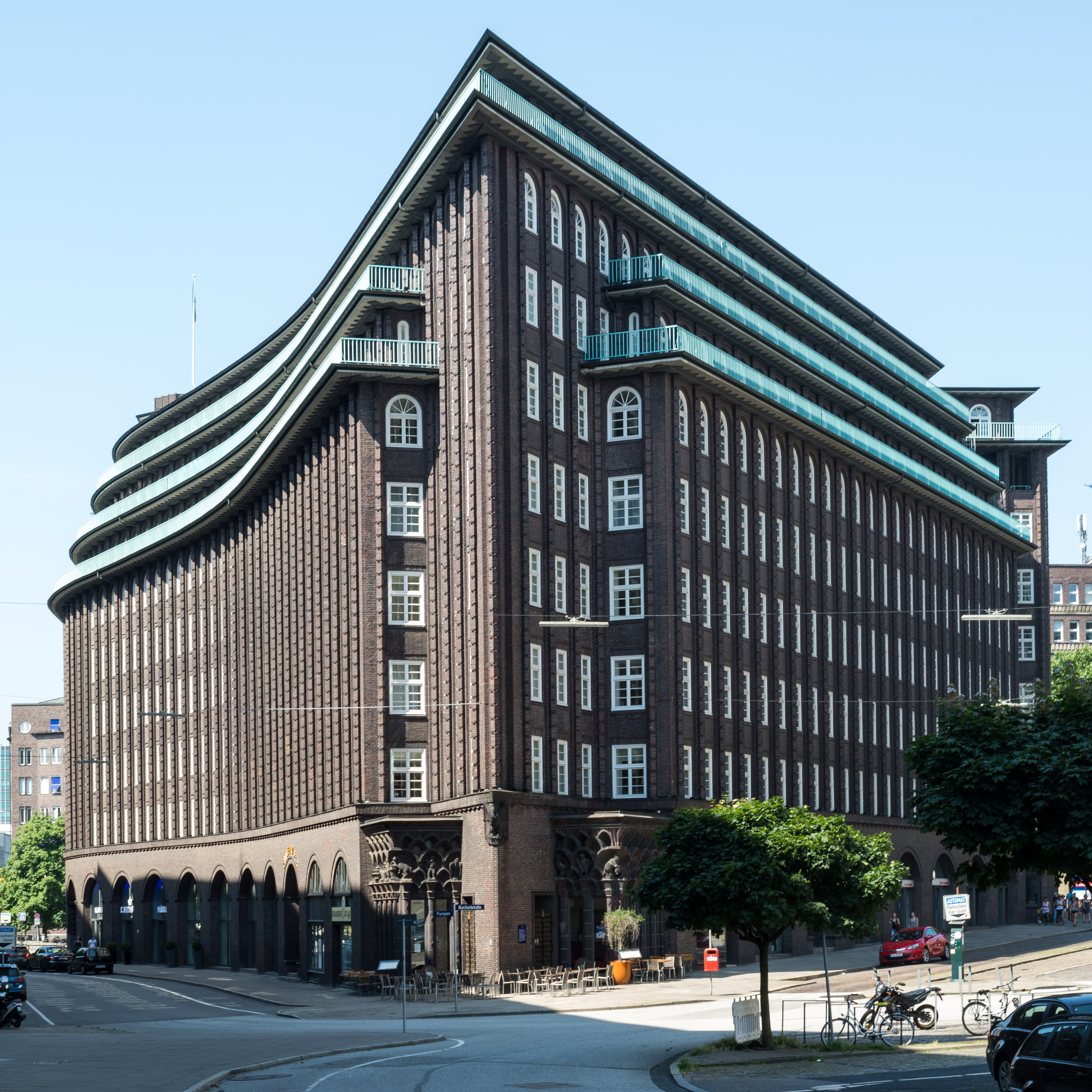
Chilehaus